# Mike Thurmeier
Michael „Mike“ Thurmeier (* 1965) ist ein kanadischer Animator und Filmregisseur.

## Leben
Nachdem er 1997 sein Animationsstudium am Sheridan College abgeschlossen hatte, bewarb er sich bei einigen Unternehmen als 3D-Animator. Er zog 1998 nach New York City, um beim Computeranimationsstudio Blue Sky Studios zu arbeiten, bei dem er seitdem tätig ist. So war er bei den Animationssequenzen in Fight Club (1999) und Die Sopranos (2000) beteiligt. In der folgenden Zeit war er auch für die Animation von fast allen Produktionen von Blue Sky zuständig, so als „Lead Animator“ bei Ice Age (2002) und als „Supervising Animator“ bei Robots (2005) und Ice Age 2 – Jetzt taut’s (2006). Danach war er „Supervising Animator“ bei Horton hört ein Hu! (2008).
Für einen Kurzfilm mit dem Eichhörnchen Scrat, der auf der DVD zu Ice Age 2: Jetzt taut’s zusätzlich enthalten sein sollte, engagierte man ihn zusammen mit Chris Renaud als Regisseur. Der sechsminütige Film mit dem Titel Keine Zeit für Nüsse wurde 2006 fertiggestellt, gewann einen Annie Award und war für den Oscar als „bester animierter Kurzfilm“ nominiert. 
Mike Thurmeier führte bei Ice Age 3 – Die Dinosaurier sind los zusammen mit Carlos Saldanha erstmals bei einem Kinofilm Regie. 2012 übernahm er gemeinsam mit Steve Martino bei Ice Age 4 – Voll verschoben die Regie. 2016 folgte Ice Age 5 – Kollision voraus!.